# Masters of the Universe (Binary Star)
Masters of the Universe pubblicato nel 2000 è un album del duo Binary Star. L'album è una versione remixata e riarrangiata del loro precedente album Waterworld pubblicato nel 1999. Fu uno degli album hip hop più acclamati dalla scena underground anche se ne verranno vendute solo 20,000 unità.
Masters of the Universe fu ridistribuito il 25 luglio del 2006 da LA Underground Records con una distribuzione nazionale.

## Tracce
| #  | Titolo                                     | Produttori            | Artisti                                                                    |
| -- | ------------------------------------------ | --------------------- | -------------------------------------------------------------------------- |
| 1  | "Reality Check"                            | OneManArmy            | OneManArmy, Senim Silla                                                    |
| 2  | "Conquistadors"                            | Decompoze             | OneManArmy, Senim Silla                                                    |
| 3  | "Solar Powered (Intro)"                    |                       | *Interlude*                                                                |
| 4  | "Solar Powered"                            | OneManArmy            | OneManArmy, Senim Silla                                                    |
| 5  | "Slang Blade (Intro)"                      |                       | *Interlude*                                                                |
| 6  | "Slang Blade"                              | Decompoze             | Senim Silla                                                                |
| 7  | "Binary Shuffle (Intro)"                   |                       | *Interlude*                                                                |
| 8  | "Binary Shuffle"                           | Senim Silla           | OneManArmy, Senim Silla                                                    |
| 9  | "Fellowship"                               | OneManArmy            | OneManArmy, Senim Silla, Athletic Mic League, Decompoze                    |
| 10 | "New Hip Hop"                              | Decompoze             | OneManArmy, Senim Silla                                                    |
| 11 | "Masters of the Universe"                  | Decompoze             | OneManArmy, Senim Silla                                                    |
| 12 | "Indy 500"                                 | Decompoze             | Decompoze                                                                  |
| 13 | "Evolution of Man"                         | Decompoze             | OneManArmy, Brenda J                                                       |
| 14 | "I Know Why the Caged Bird Sings (Part 1)" | Decompoze             | Senim Silla                                                                |
| 15 | "I Know Why the Caged Bird Sings (Part 2)" | Decompoze             | OneManArmy                                                                 |
| 16 | "Honest Expression"                        | OneManArmy            | OneManArmy, Senim Silla                                                    |
| 17 | "Honest Expression (Outro)"                |                       | *Interlude*                                                                |
| 18 | "Glen Close"                               | Decompoze, OneManArmy | OneManArmy                                                                 |
| 19 | "Wolfman Jack (Intro)"                     |                       | *Interlude*                                                                |
| 20 | "Wolfman Jack"                             | Decompoze, OneManArmy | OneManArmy, Senim Silla                                                    |
| 21 | "OneManArmy"                               | OneManArmy            | OneManArmy                                                                 |
| 22 | "The KGB (Intro)"                          |                       | *Interlude*                                                                |
| 23 | "The KGB"                                  | OneManArmy            | Malaki, Senim Silla, Texture, Elzhi, O-Type, Lacks, OneManArmy, J.U.I.C.E. |
| 24 | "Album Outro"                              |                       | *Interlude*                                                                |